# Manuel Josep Silva i Sánchez
Manuel Josep Silva i Sànchez (Piedrahíta, Àvila, 30 de desembre de 1960) és un advocat i polític català.
Llicenciat en dret el 1982 i militant d'UDC des del 1989, on ha estat membre del comitè de govern i secretari de programes i documentació. Pertany al Cos d'Advocats de l'Estat des de 1986, també és fundador del Bufet Silva Riba i De la Chica i membre destacat dels Col·legis d'Advocats de Barcelona, Sabadell, Granollers i Madrid. També és conseller electiu del Consell d'Estat d'Espanya des de 2009.
Regidor en l'Ajuntament de Barcelona a les eleccions municipals espanyoles de 1995. Fou directiu de la patronal Pimec-Sefes (1993-1998). Ha estat diputat per CiU per la província de Barcelona a les eleccions generals espanyoles de 1993, 1996 i 2000, on ha estat portaveu adjunt del Grup Parlamentari Català (CiU) (des de 1999 fins a 2004), Portaveu de la Comissió de Justícia i Interior (des de 1996) i Portaveu de la Comissió de Ciència i Tecnologia, i vocal de la Delegació espanyola en el Grup d'Amistat amb la Dieta Federal de la República Federal d'Alemanya.

## Obres
- El Proceso contencioso-administrativo en materia tributaria